# Lineodes monetalis
Lineodes monetalis là một loài bướm đêm trong họ Crambidae.